# Riccardo Gefter Wondrich
Riccardo Gefter Wondrich (Graz, 18 agosto 1901 – Roma, 24 luglio 1985) è stato un avvocato e politico italiano.
Nato a Graz, oggi in Austria, fu parlamentare per la sola III Legislatura nelle file del Movimento Sociale Italiano e componente della commissione trasporti.

## Biografia
Nato in Austria ma discendente da una famiglia italiana della Dalmazia di sentimenti irredentisti, combatté durante la prima guerra mondiale per l'italianità della città di Trieste. Legionario a Fiume con Gabriele D'Annunzio per più di un anno, si trasferì a Roma per conseguire la laurea in giurisprudenza. Tornò a Trieste dove nel 1931 assunse il ruolo di vicesegretario del PNF. Successivamente aderì alla RSI.
Tra i primi ad aderire al MSI, venne eletto in parlamento, in Comune e in Regione, diventando anche segretario provinciale di Trieste nel 1953.